# Chrysopilus shaanxiensis
Chrysopilus shaanxiensis är en tvåvingeart som beskrevs av Yang 1989. Chrysopilus shaanxiensis ingår i släktet Chrysopilus och familjen snäppflugor. Inga underarter finns listade i Catalogue of Life.